# جمع اشتباه
 «جمع اشتباه»(به انگلیسی: Wrong Crowd) آلبومی از هنرمند اهل بریتانیا تام اودل است که در سال ۲۰۱۶ میلادی منتشر شد.
این آلبوم در چارت‌های، هلند، ایرلند، سوئیس، جزو ده آلبوم اول قرار گرفت.